# Derhachi
Derhachi (tiếng Ukraina: Дергачі) là một thành phố của Ukraina. Thành phố này thuộc tỉnh Kharkiv. Thành phố này có diện tích ? km², dân số theo điều tra dân số năm 2001 là 20.258 người.